# 정읍시 (선거구)
정읍시는 대한민국의 옛 국회의원 선거구이다. 당시 전라북도 정읍시 지역을 관할했다.

## 역사
1995년 1월, 정주시와 정읍군이 통합되어 통합 정읍시가 출범했다. 이에 제15대 국회의원 선거를 앞두고 정주시·정읍군 선거구가 정읍시 선거구로 개편되었다.
제20대 국회의원 선거를 앞두고 전라북도의 선거구가 개편되었다. 이 때 정읍시 선거구의 인구가 인구 하한선 밑으로 떨어지면서 고창군과 함께 정읍시·고창군 선거구를 이루게 되면서 폐지되었다.

## 역대 국회의원
| 선거   | 정당 | 정당           | 의원   |
| ------ | ---- | -------------- | ------ |
| 1996년 |      | 새정치국민회의 | 윤철상 |
| 2000년 |      | 새천년민주당   | 김원기 |
| 2004년 |      | 열린우리당     | 김원기 |
| 2008년 |      | 무소속         | 유성엽 |
| 2012년 |      | 무소속         | 유성엽 |

## 역대 선거 결과

### 대한민국 제15대 국회의원 선거
|  | 52.63% |

|  | 27.96% |

|  | 13.80% |

|  | 3.00% |

|  | 1.40% |

|  | 1.18% |

### 대한민국 제16대 국회의원 선거
|  | 57.58% |

|  | 21.54% |

|  | 10.73% |

|  | 5.58% |

|  | 2.48% |

|  | 2.05% |

### 대한민국 제17대 국회의원 선거
|  | 49.56% |

|  | 22.25% |

|  | 17.16% |

|  | 6.32% |

|  | 4.68% |

### 대한민국 제18대 국회의원 선거
|  | 61.03% |

|  | 35.28% |

|  | 2.46% |

|  | 1.20% |

### 대한민국 제19대 국회의원 선거
|  | 48.73% |

|  | 34.76% |

|  | 11.58% |

|  | 2.49% |

|  | 1.54% |

|  | 0.87% |